# Wathlingen
Wathlingen (dolnoniem. Wateln) – miejscowość i gmina w Niemczech, w kraju związkowym Dolna Saksonia, w powiecie Celle, siedziba gminy zbiorowej Wathlingen.

## Współpraca
Miejscowości partnerskie:
- Groß Quenstedt, Saksonia-Anhalt
- Villeparisis, Francja